# Roland Lindner (Diplomat)
Roland Lindner (* 6. Juni 1937 in Chemnitz; † 20. Mai 2022 in Berlin)  war ein deutscher Diplomat. Er war Botschafter der DDR in Pakistan.

## Leben
Lindner, gelernter Dreher, studierte ab 1956 Außenpolitik an der Deutschen Akademie für Staats- und Rechtswissenschaft. Er schloss sein Studium als Diplom-Staatswissenschaftler ab.
1963 wurde er Mitarbeiter des Ministeriums für Auswärtige Angelegenheiten der DDR (MfAA). Von 1963 bis 1967 war er Referent der Zweiten Außereuropäischen Abteilung (Südostasien) im MfAA. Von 1967 bis 1970 wirkte er als Kulturattaché an der DDR-Handelsvertretung in Indien, von 1970 bis 1972 als Leiter des Konsulats in Bombay. Anschließend hatte er bis 1977 verschiedene Funktionen in der Abteilung Süd- und Südostasien im MfAA inne, unter anderem arbeitete er als stellvertretender Abteilungsleiter. Von Juni 1977 bis April 1980 war er Botschafter in Pakistan. Danach wirkte er schließlich von 1980 bis 1990 als Leiter Abteilung Süd- und Südostasien im MfAA. Nach 1990 arbeitete Lindner als Großhandelskaufmann.
Lindner war Mitglied der SED.

## Schriften
- Die bilateralen Beziehungen der DDR zu Indien. Vortrag vor der AG Geschichte im VIP am 8. November 1998.
- (mit Wolfgang Bayerlacher und Hermann Schwiesau): Die DDR in der Region Süd- und Südostasien. In: Siegfried Bock, Ingrid Muth, Hermann Schwiesau (Hrsg.):  Außenpolitik im Rückspiegel. Diplomaten im Gespräch. LIT Verlag, Münster 2004, S. 282–306.

## Auszeichnungen
- Vaterländischer Verdienstorden in Silber (1985)
- Medaille für hervorragende Leistungen im außenpolitischen Dienst der DDR (1982)
- Vaterländischer Verdienstorden in Bronze (1979)
- Verdienter Aktivist  (1977)
- Aktivist der sozialistischen Arbeit (1975)
- Ehrennadel der Liga für Völkerfreundschaft (1972)
- Medaille für ausgezeichnete Leistungen (1969 & 1966)
- Bestenabzeichen der Kampfgruppen (1966)